# Nickolas Grace
Nickolas Grace (West Kirby, Cheshire, England, 21 de noviembre de 1947) es un actor inglés conocido por sus emblemáticas apariciones en televisión incluyendo Anthony Blanche en la aclamada adaptación de ITV de Brideshead Revisited, y el Sheriff de Nottingham en la serie de los años 80 Robin de Sherwood. Grace también hizo el papel del marido de Dorien Green, Marcus Green, en los años 90, en una serie de comedia británica propiamente nombrada como ''Birds of a Feather.''. Interpretó al poeta español Federico García Lorca en la producción de Radio Televisión Española "Lorca, Muerte de un poeta".
- Datos: Q1985778